# Indikatorkeim
Ein Indikatorkeim oder Indikatorbakterium ist eine Bakterienart, der auf eine mangelnde Hygiene bei der Lebensmittelgewinnung und -verarbeitung, bei der Trinkwasserversorgung, im Krankenhaus oder auf eine gesundheitliche Gefährdung, die von Badegewässern ausgeht, hinweist. Er dient somit als Bioindikator für Hygienemängel. Indikatorkeime für eine Kontamination mit Fäkalien werden auch als Fäkalindikator bezeichnet. Indikatorkeime sind vom Gesetzgeber länderspezifisch oder auch organisationsspezifisch festgelegt. Zu den Indikatorkeimen gehören:
- Escherichia coli, coliforme Bakterien, Enterokokken: Diese Bakterien sind typische Fäkalindikatoren im Trinkwasser und Lebensmitteln.[2] Sie sind aber auch in Biofilmen vorhanden, so dass ihr Nachweis auch Verunreinigungen im Trinkwassernetz anzeigt.[3] In 100 ml Trinkwasser darf kein Colibakterium vorhanden sein.[4] Fäkaltypen von E. coli werden auch zum Nachweis fäkaler Verunreinigungen von Böden verwendet.[5]
- Pseudomonas aeruginosa ist ein Indikatorkeim für Luftfilteranlagen.[2]  In der Milchwirtschaft sind er und andere Pseudomonaden Indikatoren für Mängel bei der Reinigung und Desinfektion.[6]
- Clostridium perfringens ist ein Indikatorkeim für die mikrobiologische Qualität des Grund- und Trinkwassers. Nach der EU-Trinkwasserrichtlinie darf in 100 ml Trinkwasser kein Clostridium perfringens nachweisbar sein.[1]
- Bacillus subtilis: Hitzeresistente Stämme werden zur Bewertung der Dampfsterilisierbarkeit kleinerer Bauteile eingesetzt (EHEDG-Test).[7]
- Staphylococcus aureus ist ein Indikatorkeim für die Verunreinigung durch Eiter.[8]